# Nola eupithecialis
Nola eupithecialis is een vlinder uit de familie visstaartjes (Nolidae). De wetenschappelijke naam van deze soort is voor het eerst geldig gepubliceerd in 1942 door Debauche.
De soort komt voor in tropisch Afrika.